# 凡溪站
凡溪站（：／ Beomgye yeok */?）是首都圈电铁4号线沿線的一座地下車站，位於韓國京畿道安養市東安區虎溪洞。施工時的暫定名稱為「虎溪站」（호계역），不過為了與東海線的虎溪站作區別，最終将“虎”字以固有词替代并采用同音汉字转写，定名為「凡溪站」。

## 車站結構
站體為2面2線側式月台的地下車站，候車月台設有月台幕門，並有9處出口。
本站無法轉乘對向列車。

### 月台配置
| ↑ 坪村 |
| \| ２  |
| 衿井 ↓ |

| 月台 | 路線             | 目的地                 |
| ---- | ---------------- | ---------------------- |
| 1    | ●首都圈电铁4号线 | 舍堂、首爾站、堂嶺方向 |
| 2    | ●首都圈电铁4号线 | 衿井、安山、烏耳島方向 |

## 歷史
- 1993年1月15日：果川線開通的同時開始營業。
- 1994年4月1日：果川線編入首都圈电铁4号线運行系統。
- 2004年12月10日：鐵道乘車券終端機拆去。
- 2011年6月1日：裝設月台門。

## 車站周邊
- 東安區衛生所
- 東安區廳
- 東安女性會館
- 坪村樂天影城
- 凡溪市外巴士客運站
- 凡溪洞住民中心
- 安養市報勳會館
- 安養市東安警察署
- 安養市東安青少年修煉館
- 安養郵局
- 虎溪圖書館
- 安養兒童圖書館
- 安養綜合運動場（朝鲜语：안양종합운동장）
- 安養體育館（朝鲜语：안양체육관）
- 安養滑冰場
- 安養虎溪多功能體育館
- 坪村高校
- 韓國通訊安養營業所
- 教保文庫坪村店
- 樂天百貨坪村店
- Home plus（朝鲜语：홈플러스）坪村店
- Newcore Outlet（朝鲜语：뉴코아아울렛）坪村店

## 圖片

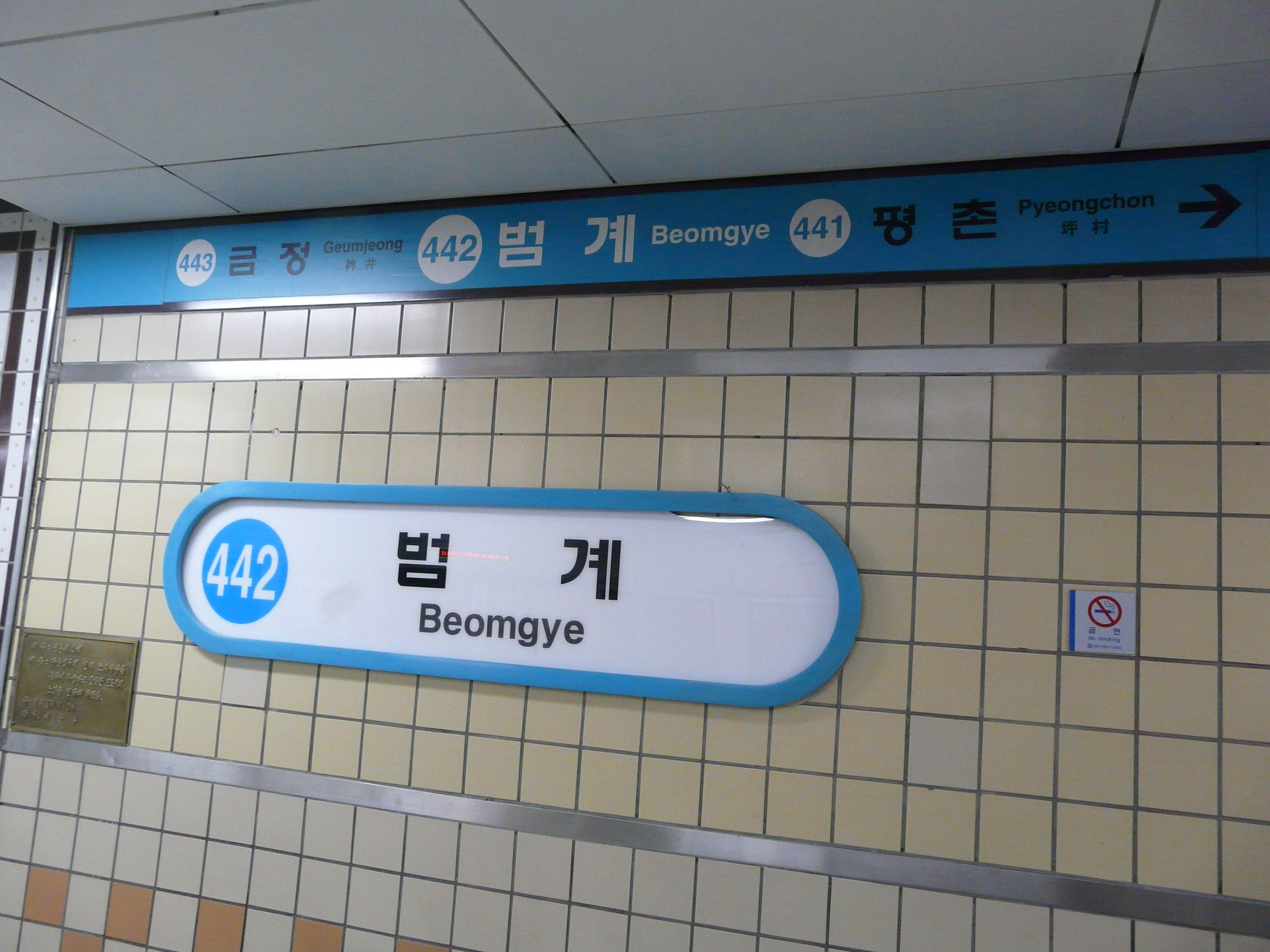
站名牌
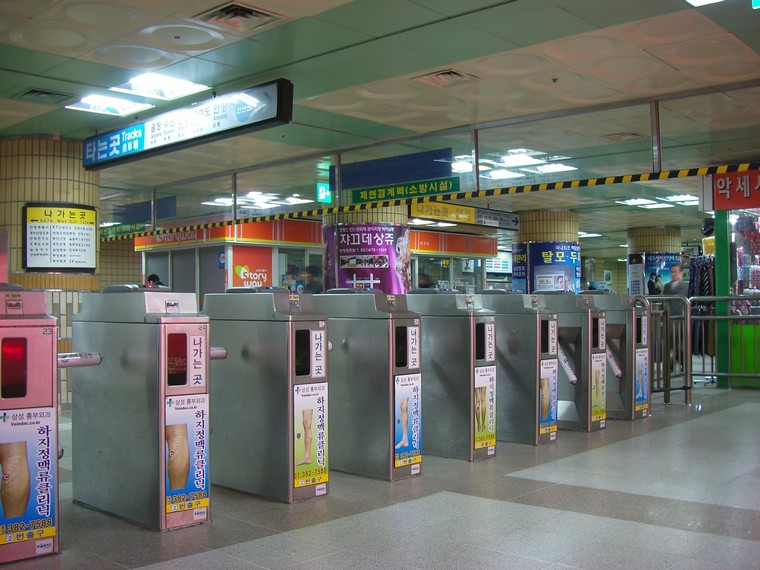
剪票閘口
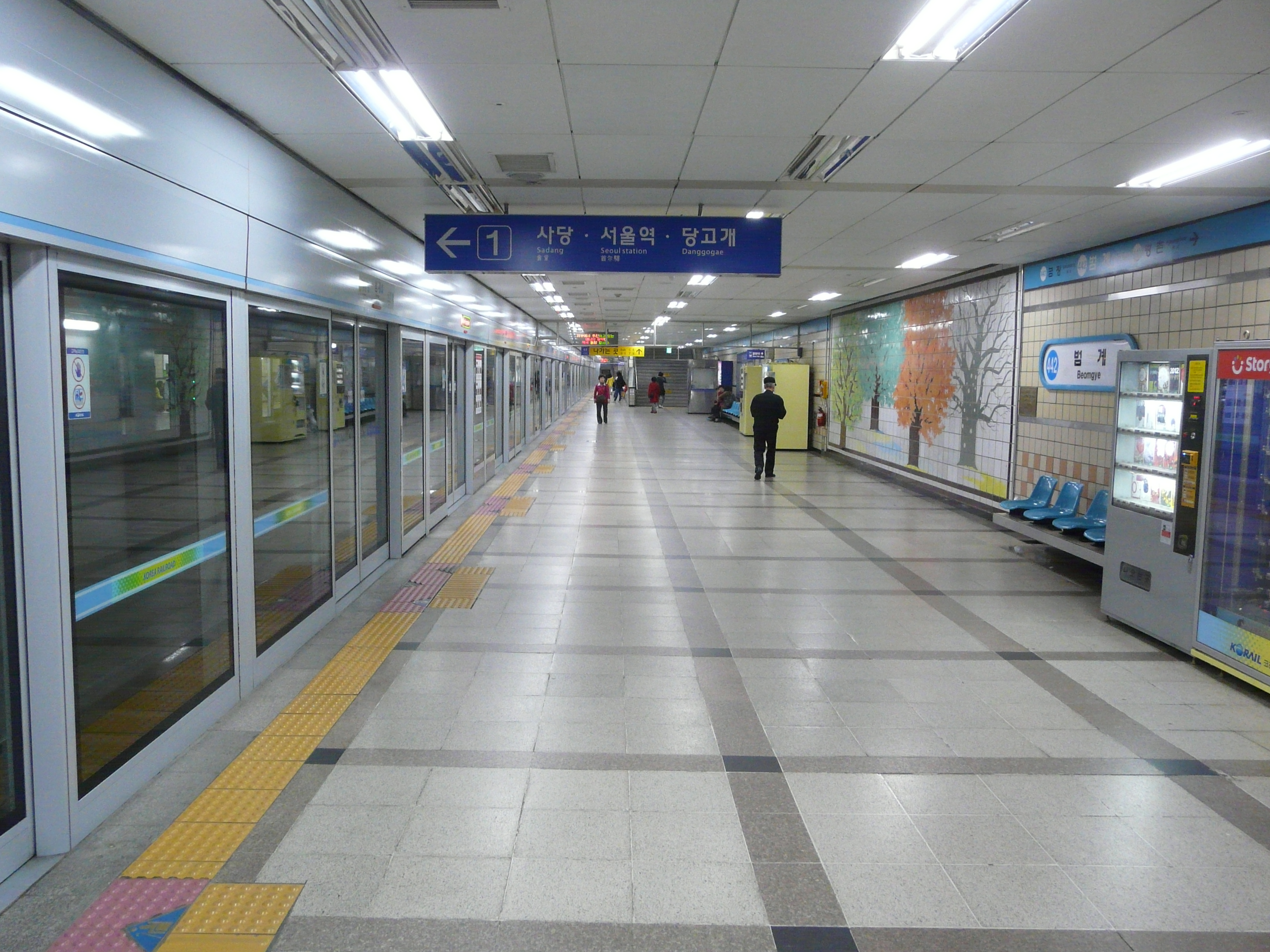
候車月台
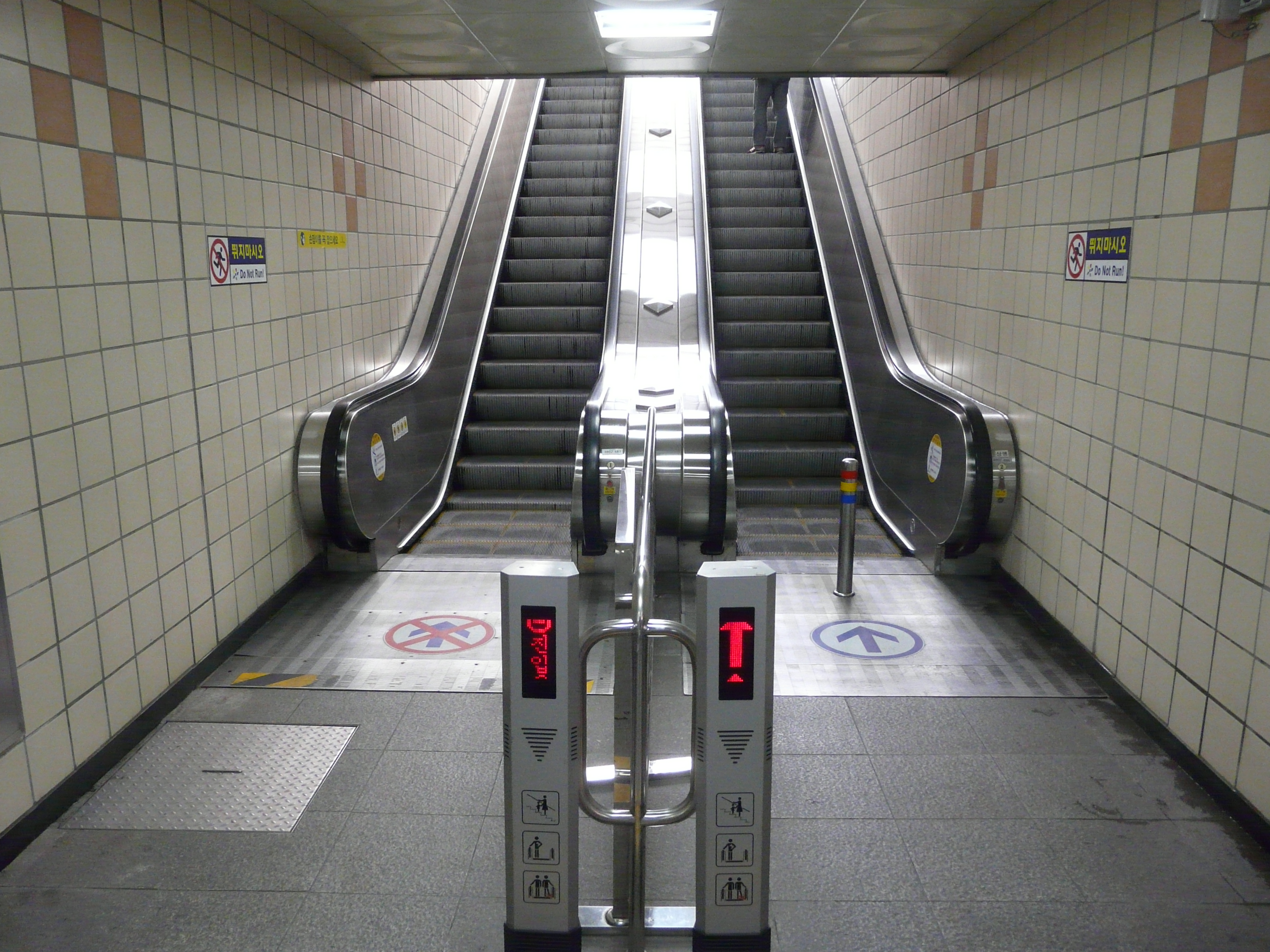
出口電梯
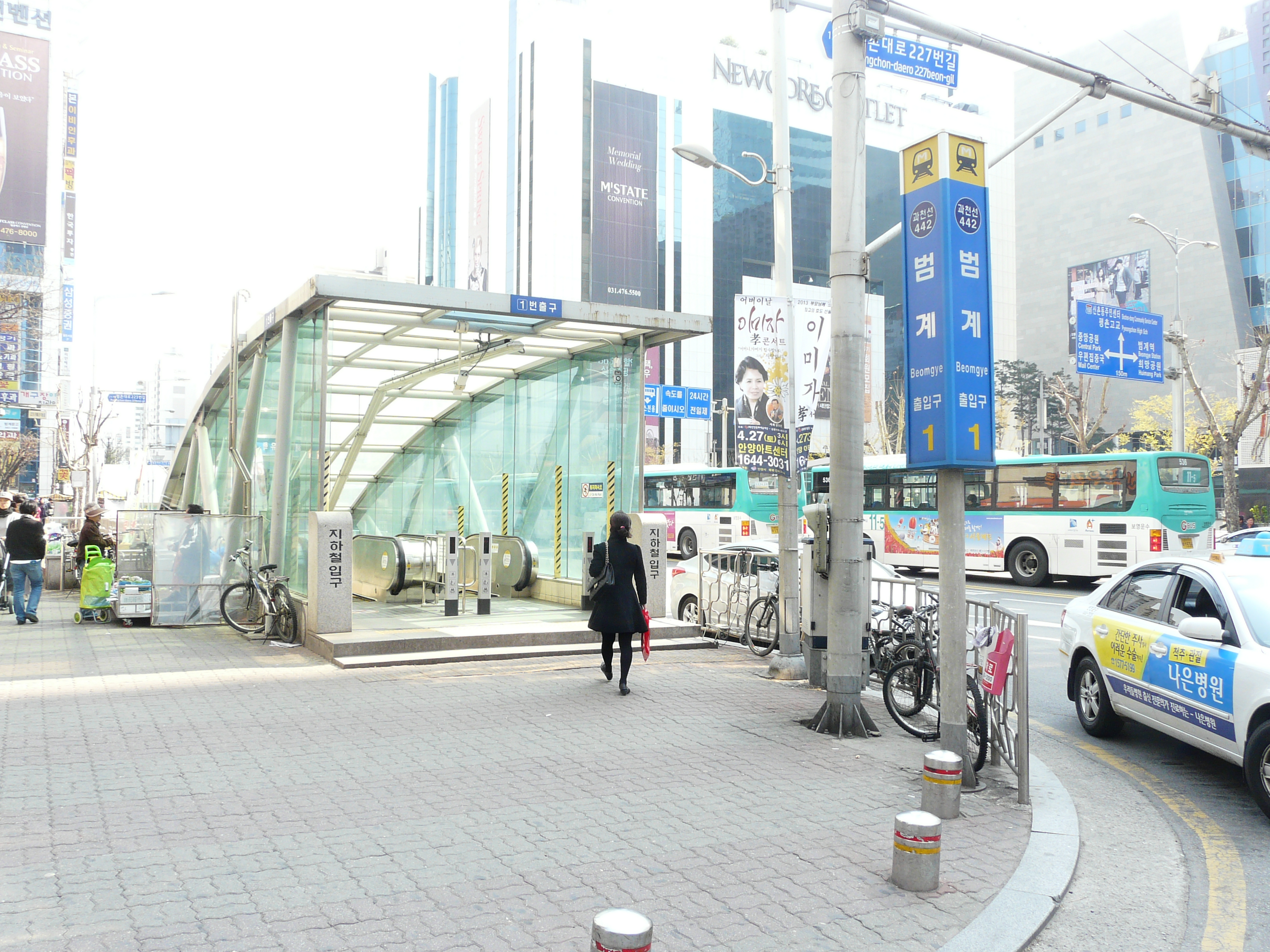
1號出口
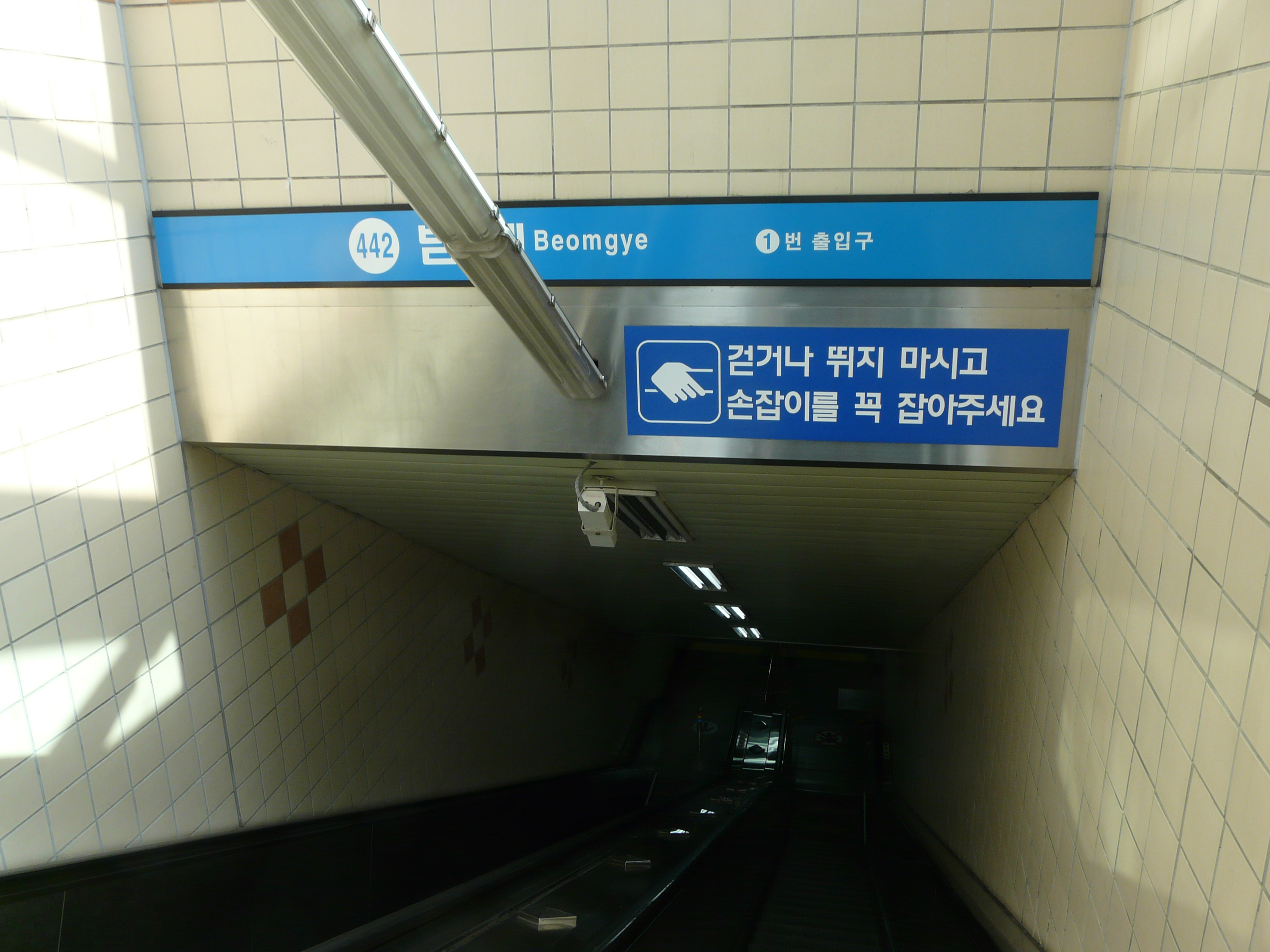
1號出口
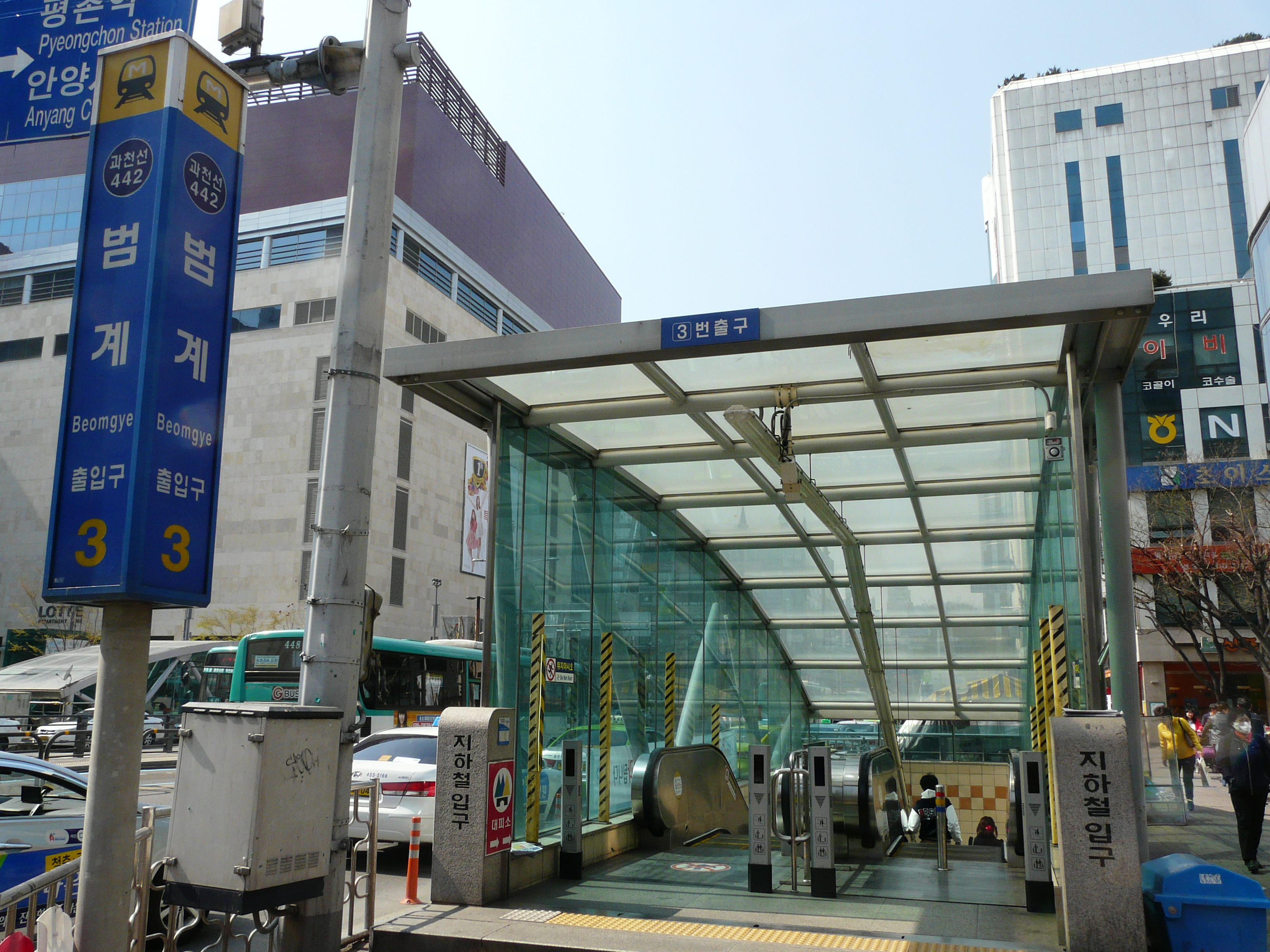
3號出口
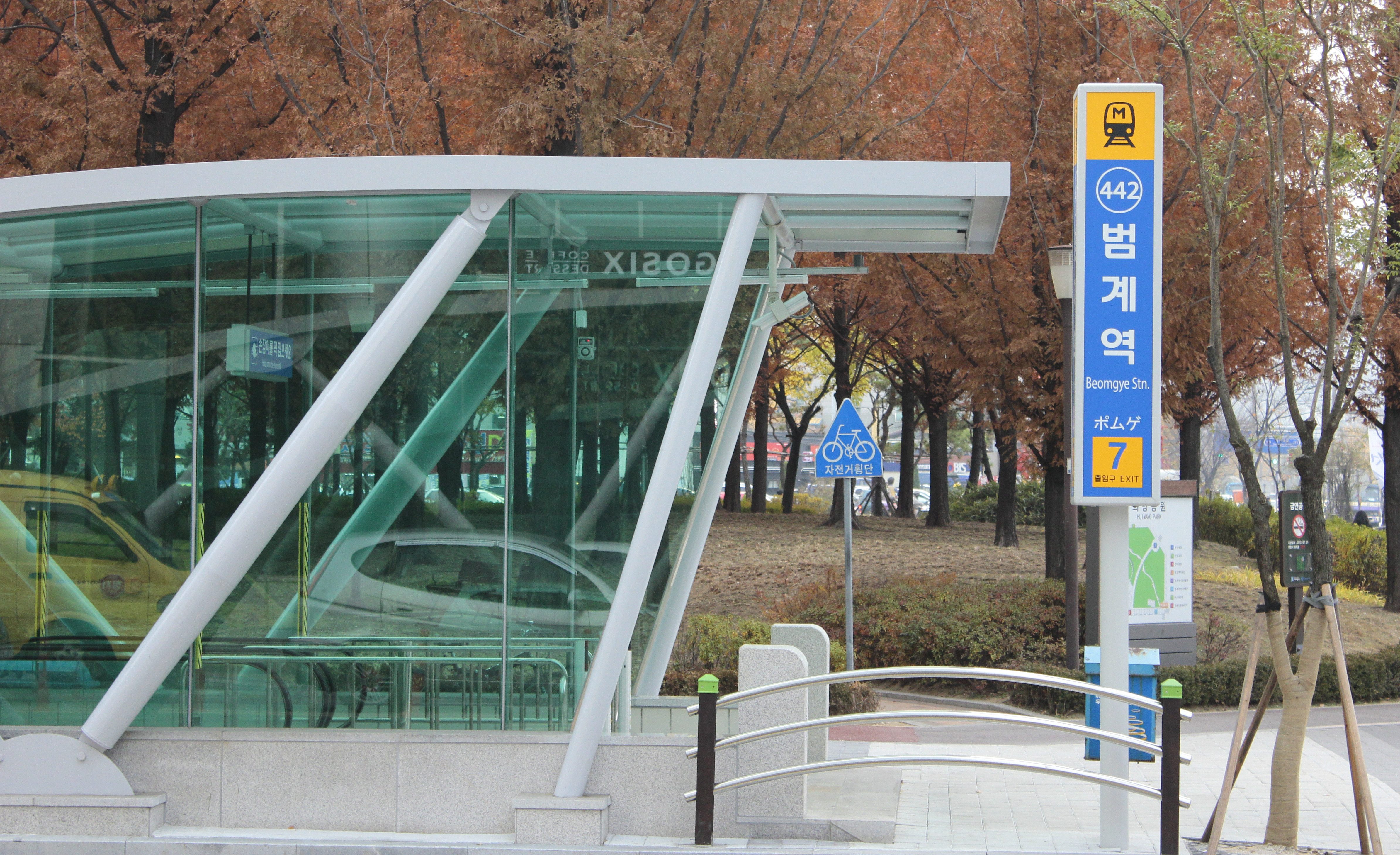
7號出口

## 相鄰車站
韓國鐵道公社
●首都圈电铁4号线
急行、緩行
坪村（441）－凡溪（442）－衿井（443）